# Союз коммунистических партий — Коммунистическая партия Советского Союза
Сою́з коммунисти́ческих па́ртий — Коммунисти́ческая па́ртия Сове́тского Сою́за (СКП-КПСС) — федерация коммунистических партий на постсоветском пространстве, основанная в 1993 году и считающая себя прямой преемницей единой КПСС.

## Преобразование КПСС в СКП—КПСС
СКП—КПСС является добровольной международной общественной федерацией коммунистических партий на постсоветском пространстве.
Коммунистическая партия Советского Союза фактически структурировалась в союз компартий на XXVIII съезде в 1990 году, когда уже были разрешены внутрипартийные платформы и была закреплена самостоятельная работа республиканских парткомитетов. Уже к этому моменту КПСС утратила былую руководящую роль в СССР, а часть функций ЦК и Политбюро ЦК КПСС перешла к президентским структурам. Но формально КПСС преобразовалась в СКП—КПСС в марте 1993 после частичной отмены указа президента Бориса Ельцина о запрете КПСС (в отношении её первичных организаций).
7 февраля 1992 года народные депутаты РСФСР подали в Конституционный Суд РСФСР ходатайства «О проверке конституционности указов Президента РСФСР Б. Н. Ельцина от 23 августа 1991 года „О приостановлении деятельности Коммунистической партии РСФСР“», от 25 августа 1991 года «Об имуществе КПСС и Коммунистической партии РСФСР» и от 6 ноября 1991 года «О деятельности КПСС и КП РСФСР».
13 июня 1992 года инициативная группа членов ЦК КПСС во главе с Константином Николаевым и Алексеем Пригариным, с разрешения Конституционного суда, провела собрание членов ЦК партии, которое объявило себя пленумом ЦК и приняло решения об исключении М. Горбачёва из партии (по другим данным, Горбачёв сам вышел из КПСС в ноябре 1991 года), о роспуске Политбюро и Секретариата ЦК и о созыве Всесоюзной партконференции. Был избран Оргкомитет ЦК КПСС под председательством Константина Николаева и его заместителя Алексея Пригарина. 10 октября 1992 года в Москве прошла XX Всесоюзная конференция, которая подтвердила решения собрания членов ЦК КПСС, рассмотрела проекты новой Программы и Устава КПСС и приняла решение о подготовке XXIX съезда КПСС.
30 ноября 1992 года Конституционный суд России снял запрет с деятельности первичных организаций КПСС — КП РСФСР, но оставил в силе роспуск руководящих структур КПСС и КП РСФСР. Распоряжения о передаче имущества КПСС органам исполнительной власти были признаны законными лишь по отношению к той части управляемого партией имущества, которая являлась государственной собственностью, и неконституционными по отношению к той его части, которая либо являлась собственностью КПСС, либо находилась в её ведении.
26—27 марта 1993 года в Москве состоялся XXIX съезд КПСС, на котором было принято решение о преобразовании КПСС в СКП—КПСС, была принята Программа и Устав Союза. Порядок нумерации съездов сохранился. В работе съезда приняли участие 416 делегатов от партийных организаций Азербайджана, Белоруссии, Казахстана, Латвии, Литвы, Молдавии, Российской Федерации, Таджикистана, Туркменистана, Узбекистана, Украины, Эстонии, Приднестровья и Южной Осетии. Съезд провозгласил СКП—КПСС правопреемником КПСС, а коммунистические партии, действующие на территории СССР, — правопреемницами республиканских организаций КПСС. Был избран Совет СКП—КПСС во главе с председателем Олегом Шениным. Первым заместителем председателя избран Константин Николаев, заместителями: Евгений Копышев, Александр Мельников, Алексей Пригарин, Игорь Простяков и Анатолий Чехоев. Был избран Политисполком Совета СКП—КПСС в составе 33 членов.

## Деятельность федерации

### Деятельность федерации в 1993—2001 гг.
В 1993—1995 годах коммунистические партии были восстановлены во всех прежних республиках СССР, кроме Туркменистана. В ряде республик на членской базе КПСС возникло несколько компартий и движений. Таким образом, к июлю 1995 года на постсоветском пространстве действовали 26 коммунистических партий и организаций. 22 из них, объединяющие 1 млн. 300 тыс. коммунистов, вошли в состав Союза коммунистических партий — КПСС.
15 мая 1993 года состоялся I пленум СКП—КПСС, который принял постановление об очередных задачах в области партийного строительства, идеологической и массово-политической работы. Признано «политически ошибочным» решение Президиума ЦКК КПСС об исключении из партии бывших членов ГКЧП и подтверждено их членство в КПСС. Принято также Обращение «В защиту конституционного строя».
На пленуме ЦИК КПРФ 29 мая 1993 года было принято решение стать ассоциированным членом СКП-КПСС, а II конференция КПРФ 23—24 апреля 1994 года приняла решение о вступлении в СКП-КПСС в качестве действительного члена.
В январе 1994 года секретарь-координатор Большевистской платформы в КПСС Татьяна Хабарова вышла из состава Политисполкома Совета СКП—КПСС, а в апреле 1995 года ― из Совета СКП-КПСС
На III Пленуме Совета СКП—КПСС 12—13 февраля 1994 года число заместителей председателя Совета, по сообщениям прессы, было увеличено до 15 человек: в состав новых заместителей вошли Виктор Вишняков, Иван Шашвиашвили и Сажи Умалатова.
Пленум Совета СКП—КПСС 9—10 июля 1994 года осудил действия заместителя председателя Совета, члена Политисполкома СКП—КПСС Алексея Пригарина, выступившего с инициативой создания Московской городской организации КПСС, напрямую входящей в СКП—КПСС, и так называемой «Российской организации КПСС» (РКП—КПСС). В частности, председатель Совета СКП-КПСС Олег Шенин обвинил Пригарина в попытке расколоть КПРФ и в нарушении партийной дисциплины. Алексей Пригарин, тем не менее, не отказался от своих намерений, но подал в отставку с поста заместителя председателя Совета СКП—КПСС (сохранив при этом членство в Совете СКП-КПСС). Также Пригарин покинул Политисполком.
После XXX съезда (1—2 июля 1995 года) была восстановлена работа Секретариата Совета СКП—КПСС. Первый заместитель не выбирался, а заместителями председателя — секретарями Совета СКП—КПСС стали: Акиф Багемский, Евгений Копышев, Егор Лигачёв, Александр Мельников, Константин Николаев и Анатолий Чехоев. На Пленуме 3—4 августа 1996 года заместителем председателя — секретарём Совета СКП—КПСС был избран Игорь Лопатин.
На Пленуме 25—26 января 1997 года в состав Политисполкома введён первый секретарь вступившей в СКП—КПСС Коммунистической партии Беларуси Виктор Чикин. Члены Политисполкома Георгазде Пантелеймон и Шоди Шабдолов избраны заместителями Председателя — секретарями Совета СКП-КПСС.
18 июня 1998 года СКП—КПСС была официально зарегистрирована министерством юстиции Белоруссии как общественная организация (свидетельство о регистрации № 01110). 9 сентября 1999 СКП—КПСС перерегистрирован под номером 005 как союз общественных объединений.
С 27 марта 1993 по 20 января 2001 года лидером СКП—КПСС являлся Олег Шенин.

### 2000-е
Олег Шенин неоднократно критиковал с радикальных позиций тактику Геннадия Зюганова и парламентских компартий — членов Союза. В 2000—2001 годах Шенин создал в составе СКП-КПСС новую партию — Коммунистическую партию Союза России и Белоруссии (КПС), параллельную существующим КПРФ и КПБ, после чего был выведен из состава ЦК КПРФ.
15 января 2001 года секретариат Совета СКП-КПСС под председательством Олега Шенина по требованию 8 компартий (РКРП, СК Латвии, КП Абхазии, Приднестровья, Эстонии, Казахстана, Южной Осетии, Таджикистана) назначил Внеочередной XXXII съезд СКП-КПСС(Шенина) на июнь-июль 2001 года. В ответ 20 января 2001 года по инициативе 14 из 19 компартий — членов Союза проведён пленум Совета СКП-КПСС. Был сформирован новый состав Секретариата, в котором 6 из 8 мест заняли соратники Зюганова по КПРФ: первый заместитель — Евгений Копышев, заместители — Егор Лигачёв, Александр Мельников, Иван Никитчук, Анатолий Чехоев и Александр Шабанов; а также лидер коммунистов Грузии Пантелеймон Георгадзе и лидер коммунистов Таджикистана Шоди Шабдолов. В связи с раскольнической деятельностью в коммунистическом движении Олег Шенин был освобождён от обязанностей Председателя Совета СКП-КПСС, а Акиф Багемский, Игорь Лопатин, Константин Николаев — от обязанностей заместителей Председателя Совета СКП-КПСС. Председателем Совета СКП-КПСС был избран Зюганов Геннадий Андреевич. Вместо предложенного Шениным Внеочередного съезда Пленум назначил очередной XXXII съезд на 27-28 октября 2001 года. В Пленуме участвовали 12 компартий — Азербайджана, Армении, Грузии, Казахстана, Киргизии, Литвы, Молдавии, России (КПРФ), Туркмении, Украины, Узбекистана и Эстонии, то есть не участвовали РКРП, компартии Белоруссии, Латвии, Таджикистана, Абхазии, Приднестровья, Южной Осетии.
29 января 2001 прежний состав Секретариата провел расширенное заседание и выпустил обращение «К коммунистам Советского Союза», в котором объявил Зюганова, Копышева, Лигачева, Шабанова и Георгадзе «раскольниками».
В состав СКП-КПСС на момент его раскола входили 19 компартий с решающим голосом, одна компартия и два движения с совещательным голосом. Из 19 компартий — действительных членов СКП-КПСС Зюганова поддержали (официально об этом заявили), как минимум, 13: КПРФ, КПУ, Партия коммунистов Республики Молдова, Компартия Азербайджана Р.Ахмедова, Компартия Армении, Единая коммунистическая партия Грузии П.Георгадзе, Компартия Казахстана, Партия коммунистов Кыргызстана, Компартия Южной Осетии, Компартия Белоруссии, а также «руководители трех республиканских компартий, работающих в особых условиях» (вероятно, КП Литвы, Туркмении и Узбекистана). Шенина поддержали не менее 5 партий: РКРП, Компартия Абхазии, Компартия Приднестровья, Союз коммунистов Латвии, Компартия Эстонии (вплоть до самого кануна Пленума 20 января на стороне Шенина были также Компартии Казахстана и Южной Осетии, а Компартия Белоруссии в Пленуме не участвовала и перешла на сторону Зюганова уже по его итогам). Компартию Таджикистана обе стороны записывали в свой актив.
В 2005—2008 годах на заседаниях Исполнительного комитета Совета СКП-КПСС и Пленумах Совета были всесторонне рассмотрены вопросы, связанные с обострением социально-политической ситуации в Грузии и на Украине, реализацией мероприятий в поддержку белорусского народа и солидарности с деятельностью Президента Белорусcии Александра Лукашенко, организацией отпора антикоммунистическим выпадам в ПАСЕ, празднованием 90-летия Октябрьской революции, оказанием помощи братским партиям в ходе избирательных кампаний.
После избрания Президентом Республики Молдова лидера Партии Молдавских коммунистов Владимира Воронина в период руководства Молдавской республикой с 7 апреля 2001 по 11 сентября 2009 года партия вступила в члены Международной партии «Европейские левые», а также отказалась от ранее озвученных ею планов о вступлении Молдавии в «Союзное государство России и Белоруссии», взяв курс на Европейский союз.

### 2010-е
После раскола СКП-КПСС в 2001 году Коммунистическая партия Таджикистана встала на сторону О. С. Шенина и в дальнейшем не участвовала в работе Союза компартий. В октябре 2017 года руководство Коммунистической партии Республики Таджикистан обратилось к руководству СКП-КПСС по вопросу возвращения партии в Союз. В июле 2018 года она снова вошла в состав Союза компартий .

### 2020-е
В нынешнее[какое?] время СКП—КПСС выполняет роль координационного и информационного центра из-за позиций лидеров некоторых коммунистических партий и объективных условий нарастающей дезинтеграции и обособленности стран на постсоветском пространстве.
В данное[какое?] время деятельность СКП—КПСС в России вне Интернета мало известна. В «Правде» есть специальная страница, где публикуют новости СКП—КПСС.
Сейчас[когда?] СКП—КПСС действует в Белоруссии, России и в других государствах, компартии которых входят в состав федерации СКП—КПСС.

## Методы деятельности федерации
Сейчас СКП — КПСС проводит различные международные съезды, конференции и прочие мероприятия, направленные обществу, при этом, не нарушая законодательство республик.

### Основные цели федерации
Руководство СКП — КПСС старается на современном этапе защищать права трудящихся; сохранить те основы, которые были достигнуты во время СССР и возродить те связи между народами СССР, которые были потеряны после Перестройки.

### Поставленные задачи федерации
Чтобы достигнуть поставленных целей, Союз компартий — КПСС координирует деятельность партий, входящих в его состав, помогает объединению коммунистов республик на постсоветском пространстве в коммунистические партии республик.
Также СКП — КПСС помогает обмену опытом и информацией между партиями и движениями, состоящими в СКП — КПСС.

### Структура федерации
Высшим органом СКП — КПСС является съезд, созываемый Советом СКП — КПСС один раз в 5 лет. Внеочередные и чрезвычайные съезды созываются по инициативе Совета и Контрольно-ревизионной комиссии СКП — КПСС, а также по требованию не менее одной трети партий-членов СКП — КПСС.
На съезде партии выбирают Центральный Совет СКП — КПСС (Совет Союза компартий), который между съездами является высшим руководящим, координируемым и исполнительным органом СКП — КПСС. В свою очередь, Центральный Совет СКП — КПСС избирает:
- председателя Центрального Совета СКП — КПСС.
- первого заместителя председателя Центрального Совета СКП — КПСС
- заместителей председателя Центрального Совета СКП — КПСС и секретарей Центрального Совета СКП — КПСС, образующих Секретариат Центрального Совета СКП — КПСС.

Совет СКП — КПСС избирает Политический Исполнительный комитет Совета СКП — КПСС в составе:
1. председателя Центрального Совета СКП — КПСС,
2. заместителей председателя Центрального Совета СКП КПСС,
3. секретарей Центрального Совета СКП КПСС,
4. членов Политического Исполкома Центрального Совета СКП КПСС — первых руководящих лиц республиканских коммунистических партий — членов СКП — КПСС. Секретариат Центрального Совета СКП — КПСС является составной частью Политического Исполкома.

Центральная Контрольно-ревизионная комиссия СКП — КПСС контролирует финансовую и хозяйственную деятельность Центрального Совета партий и всех организаций СКП — КПСС.

## Руководство

### Руководство Центрального Совета СКП — КПСС
В период с 27 марта 1993 по 20 января 2001 года пост председателя Совета СКП-КПСС занимал Олег Шенин, исключённый из КПРФ за раскольническую деятельность (создание Коммунистической партии Союзного государства России и Белоруссии). Олег Шенин в 2004 году заявит о воссоздании унитарной Коммунистической партии Советского Союза. В период с 27 марта 1993 по 1 июля 1995 года существовала должность первого заместителя председателя Центрального Совета СКП — КПСС, которую занимал Константин Николаев. С 1 июля 1995 года по 20 января 2001 года первый заместитель не выбирался.
20 января 2001 года председателем Совета СКП-КПСС стал Геннадий Зюганов.
Первым заместителем председателя Совета СКП — КПСС с 20 января 2001 по 14 мая 2011 года был Евгений Копышев. 14 мая 2011 года эту должность занял Казбек Тайсаев.
Заместителями председателя-секретарями Центрального Совета СКП-КПСС на пленуме Центрального Совета СКП—КПСС 1 ноября 2014 года были избраны: Пётр Николаевич Симоненко, Игорь Карпенко, Юозас Ермалавичюс, Дмитрий Новиков.
Секретарями Центрального Совета СКП-КПСС на ноябрь 2014 года являлись:
Игорь Макаров, Олег Хоржан, Иван Никитчук, Юрий Фененко, Ильгам Гаписов, Николай Волович, Евгений Царьков и Марина Костина.
28 марта 2015 года на II пленуме Центрального Совета СКП — КПСС был рассмотрен организационный вопрос: Игорь Макаров избран заместителем Председателя Центрального Совета СКП — КПСС.

### Руководство Центральной Контрольно-ревизионной комиссии СКП — КПСС
Руководителями Контрольно-ревизионной комиссии СКП — КПСС (Центральной Контрольно-ревизионной комиссии СКП — КПСС) являлись:
- с 27 марта 1993 по 24 июня 2001 года Тамаз Муджири[4];
- с 24 июня 2001 по 16 апреля 2005 года Георгий Пономаренко[4];
- с 16 апреля 2005 года Александр Свирид[4].

## Состав СКП—КПСС
По состоянию на 2024 год в состав СКП—КПСС входят 18 коммунистических партий государств, образованных на территории бывшего СССР (курсивом выделены частично признанные государства):
| Республика         | Название                                        | Деятельность | Кол-во депутатов                   |
| ------------------ | ----------------------------------------------- | --- | ---------------------------------- |
| Россия             | Коммунистическая партия Российской Федерации    | Представлена в Федеральном Собрании РФ | - 57/450 (12,67 %) - 4/178 (2,24%) |
| Украина            | Коммунистическая партия Украины                 | Была представлена в Верховной Раде Украины в 1994—2014 годах; в 1991—1993 годах и с 2022 её деятельность запрещена. Региональные отделения Херсонской и Запорожской областей вошли в состав КПРФ. Региональные отделения на территориях Донецкой и Луганской областей образовали собственные политические организации, которые вошли в состав КПРФ. | 0                                  |
| Беларусь           | Коммунистическая партия Беларуси                | Представлена в Национальном собрании Республики Беларусь | - 11/110 (10,0 %) - 1/64 (0,01%)   |
| Молдова            | Партия коммунистов Республики Молдова           | Представлена в Парламенте Молдавии в 1998—2019 годах и с 2021 года, в 2001—2009 годах правящая партия | 10/101 (10%)                       |
| Южная Осетия       | Коммунистическая партия Республики Южная Осетия | Представлена в Парламенте Южной Осетии | 1/34 (3,4 %)                       |
| Приднестровье      | Приднестровская коммунистическая партия         | Была представлена в Верховном Совете Приднестровской Молдавской Республики в 2010—2020 годах | 0                                  |
| Республика Абхазия | Коммунистическая партия Абхазии                 | На данный момент не представлена в Народном собрании Республики Абхазия | 0                                  |
| Кыргызстан         | Партия коммунистов Кыргызстана                  | В Парламенте Киргизии 1995—2010 годах и с 2021 года | 0                                  |
| Армения            | Коммунистическая партия Армении                 | Была в Национальном собрании Армении 1991—2003 годах | 0                                  |
| Азербайджан        | Коммунистическая партия Азербайджана            | Была в Парламенте Азербайджана в 2000—2005 годах | 0                                  |
| Казахстан          | Коммунистическая партия Казахстана              | Юридическое лицо ликвидировано в 2015 году | 0                                  |
| Узбекистан         | Коммунистическая партия Узбекистана             | Деятельность партии запрещена в 1994 году. Действует в подполье. | 0                                  |
| Грузия             | Единая Коммунистическая партия Грузии           | Партия действует в полуподпольном состоянии | 0                                  |
| Туркменистан       | Коммунистическая партия Туркменистана           | Незарегистрированная политическая партия. Действует в подполье. | 0                                  |
| Таджикистан        | Коммунистическая партия Таджикистана            | Была в Высшем собрании Таджикистана в 1995-2025 годах | 0                                  |
| Литва              | Коммунистическая партия Литвы                   | Деятельность партии запрещена в 1991 году. Действует в подполье. | 0                                  |
| Латвия             | Коммунистическая партия Латвии                  | Деятельность партии запрещена в 1991 году. Действует в подполье. | 0                                  |
| Эстония            | Коммунистическая партия Эстонии                 | Деятельность партии запрещена в 1991 году. Действует в подполье. | 0                                  |